# Comuna Zelene, Bahciîsarai
Zelene (în ucraineană Зелене) este o comună în raionul Bahciîsarai, Republica Autonomă Crimeea, Ucraina, formată din satele Bohatîr, Mnohoricicea, Nahirne, Plotînne, Șceaslîve și Zelene (reședința).

## Demografie
Componența lingvistică a comunei Zelene
     Rusă (51,03%)
     Tătară crimeeană (37,69%)
     Ucraineană (7,5%)
     Alte limbi (0,52%)
Conform recensământului din 2001, majoritatea populației comunei Zelene era vorbitoare de rusă (51,03%), existând în minoritate și vorbitori de tătară crimeeană (37,69%) și ucraineană (7,5%).